# 法円坂遺跡

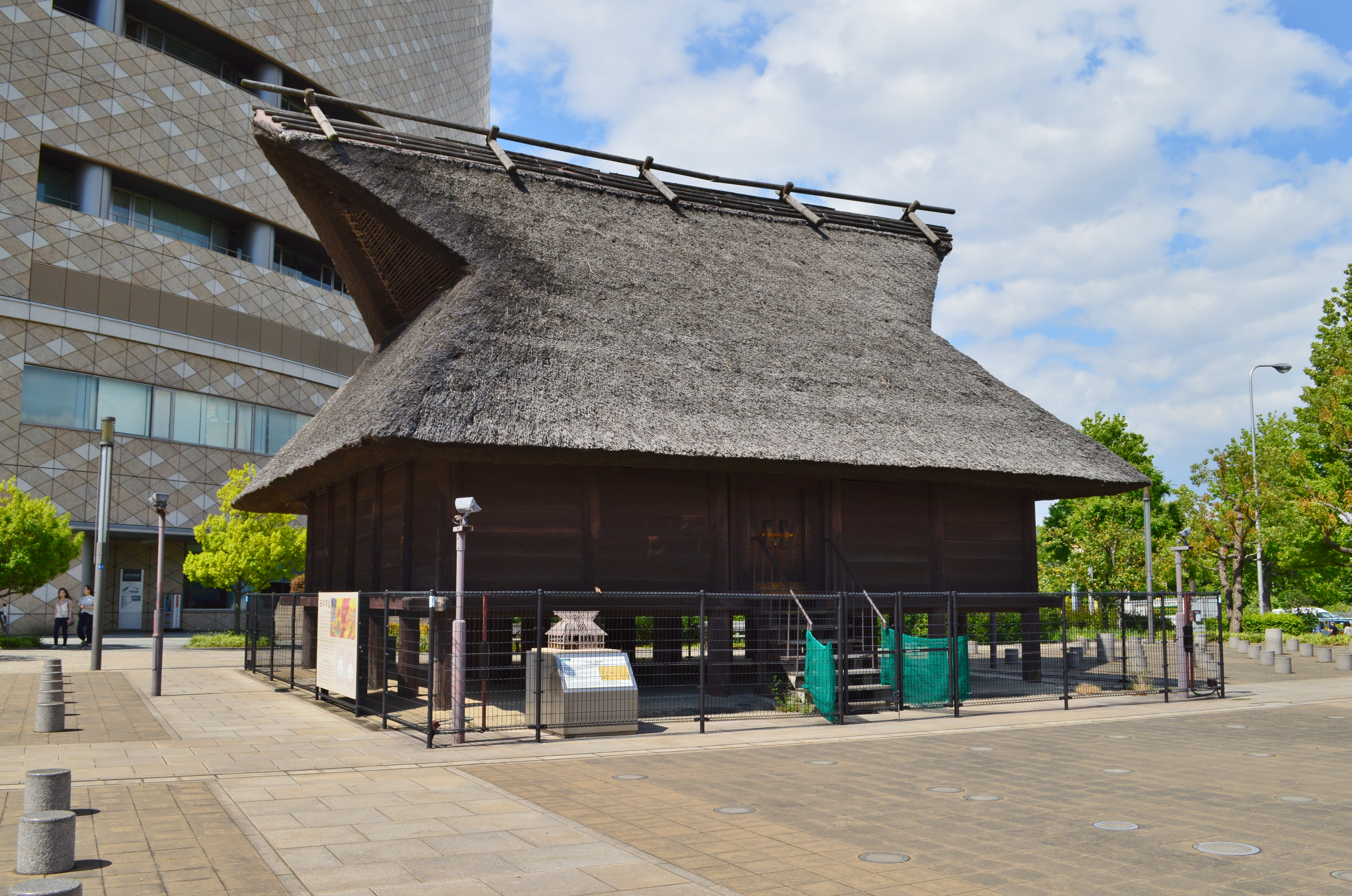
法円坂遺跡 高床倉庫（復元）

法円坂遺跡（ほうえんざかいせき、法円坂倉庫群）は、大阪府大阪市中央区大手前にある古墳時代の遺跡。国の史跡に指定されている（史跡「難波宮跡 附 法円坂遺跡」のうち）。

## 概要

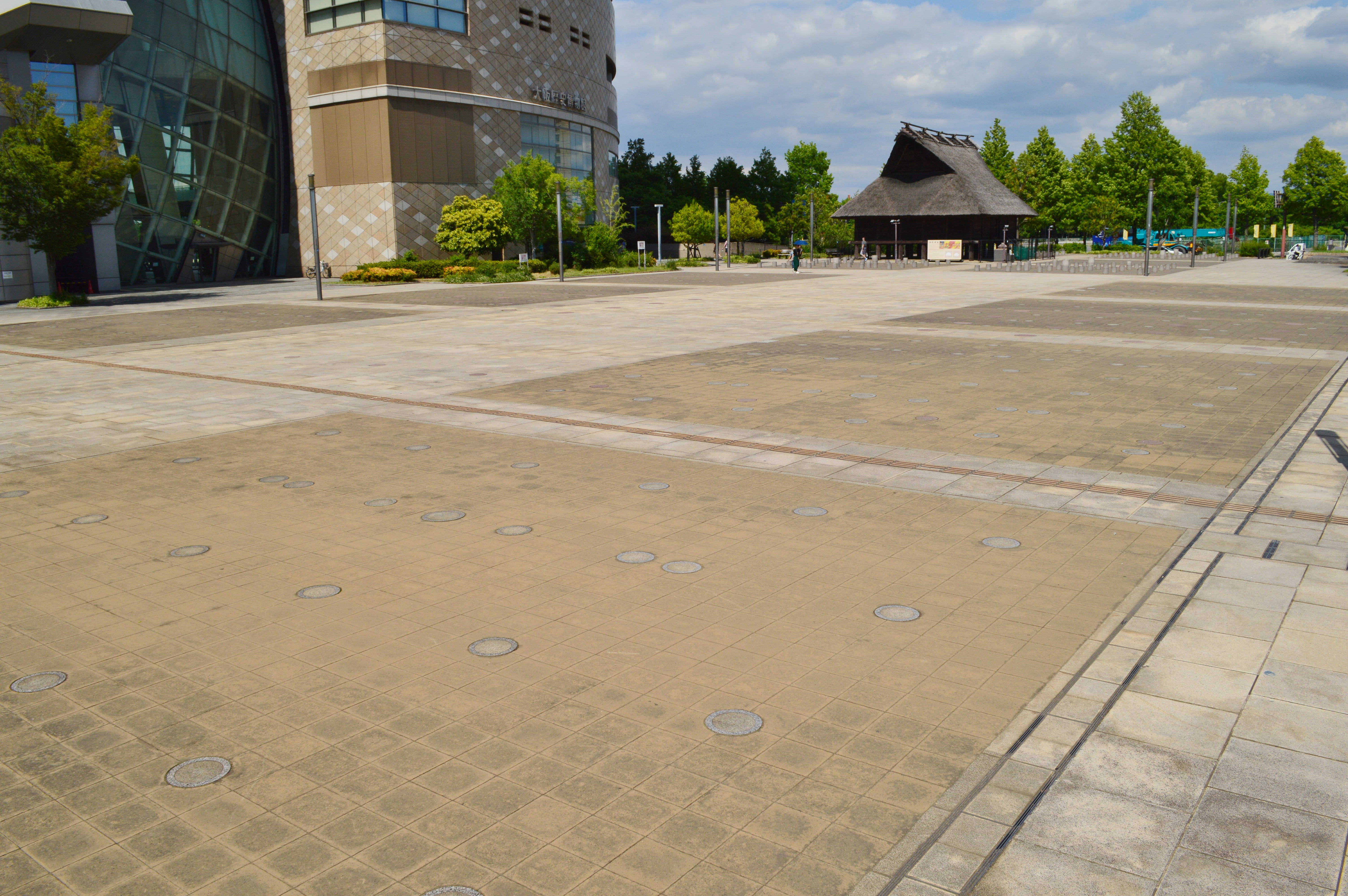
倉庫群の遺構標示

大阪市中心部、上町台地北端の難波宮跡北西部に位置する古墳時代の大倉庫群跡である。上町台地北端では難波宮以前の建物遺構約200棟が検出されており、本遺跡もそうした難波宮下層遺跡の1つになる。1987年（昭和62年）からの旧大阪市中央体育館跡地での発掘調査で発見され、現在は大阪歴史博物館・NHK大阪放送局の敷地内に位置する。
遺跡内では建物遺構として掘立柱の大型高床倉庫が計16棟検出されている。この倉庫16棟は東西2群（東6棟・西10棟）に分かれるが、いずれも正方位の真東西に並ぶという古墳時代の建物としては例のない配置になる。倉庫各棟は画一的な東西約10メートル・南北約9メートルの規模で、現在はそのうち1棟が推定復元されている。
建設時期は、古墳時代中期の5世紀前半（第2四半期、TK216-ON46型式期）頃と推定され、5世紀後半（第3-第4四半期、TK23型式期）頃に廃絶したと推定され（かつては5世紀後半頃に営まれたとされたが、初期須恵器の実年代の見直しにより見直されている）、、古墳時代としては最大の総床面積を持つ倉庫群になる。古墳の年代としては、大仙陵古墳の被葬者による建設で岡ミサンザイ古墳の被葬者による廃絶、倭の五王としては、珍による建設で武による廃絶と推測される。法円坂遺跡の北方では王権の手による難波堀江（人工運河）開削と難波津（王権の港）設置が知られており、本遺跡もそれらと関連する王権直轄の倉庫群と推測される。特に、『日本書紀』に高津宮を建設し堀江を開削したと見える仁徳天皇の伝承との関連性が指摘されるほか、「難波屯倉」に比定する説もある。難波では古墳時代中期から難波宮まで絶え間なく建物が営造されるが、本遺跡はその起源的位置づけにある。ただし、倉庫群の廃絶後の難波は一度小規模化し、6世紀頃から再び規模を拡大することとなる。
法円坂遺跡の範囲は2001年（平成13年）に国の史跡に指定されている。なお、同様の古墳時代の大倉庫群としては鳴滝遺跡（和歌山県和歌山市）なども知られる。

## 文化財

### 国の史跡
- 難波宮跡 附 法円坂遺跡
2001年（平成13年）1月29日、既指定の史跡「難波宮跡」に法円坂遺跡の範囲を追加して指定名称を「難波宮跡 附 法円坂遺跡」に変更[7]。